# Barengo
Barengo é uma comuna italiana da região do Piemonte, província de Novara, com cerca de 942 habitantes. Estende-se por uma área de 19 km², tendo uma densidade populacional de 50 hab/km². Faz fronteira com Briona, Cavaglietto, Cavaglio d'Agogna, Fara Novarese, Momo, Vaprio d'Agogna.

## Demografia
| Variação demográfica do município entre 1861 e 2011                               |
|                                                                                   |
| Fonte: Istituto Nazionale di Statistica (ISTAT) - Elaboração gráfica da Wikipedia |